# Václav Šlajch
Václav Šlajch (* 1980 Louny) je český ilustrátor a autor komiksů. Zároveň působí jako vysokoškolský pedagog na Fakultě designu a umění Ladislava Sutnara Západočeské univerzity.

## Život
Pochází z Loun. Začínal kreslit perem a tuší, ale později začal experimentovat, a v pubertě přešel na pastelovou techniku. V současné době kombinuje pastel, tužku s počítačovou postprodukcí.
Na Západočeské univerzitě absolvoval obor „Ilustrace“ a získal titul MgA. Za svou diplomovou práci získal Cenu ředitele Ústavu umění a designu. Později absolvoval obor „Elektroenergetika“ na Fakultě elektrotechnické.
Od roku 2007 spolupracuje s Městskou knihovnou v Praze. Mimo jiné pracoval na vizuálu k 10. výročí knihovny. Dne 17. května 2012 mu pak knihovna elektronicky vydala komiksy Knihovna a Příběh Pražské bible.
V roce 2010 obdržel za Historii Metodeana cenu Muriel v kategorii Nejlepší krátký komiks.

## Komiksy
- EraWoman vrací úder
- Dobrodružství s Cartrisem
- Luboš Jednorožec
- Torstenson a čertova hlava
- Vůně čarovných květů